# Drachma
Drachma é um gênero de mariposa pertencente à família Crambidae.